# Masaki Yamamoto
Pour les articles homonymes, voir Masaki (homonymie) et Yamamoto.
Masaki Yamamoto (山本 真希, Yamamoto Masaki) est un footballeur japonais né le 24 août 1987. Il évolue au poste de milieu de terrain.

## Palmarès
- Finaliste de la Coupe de la Ligue japonaise en 2008 avec le Shimizu S-Pulse
- Finaliste de la Coupe du Japon en 2010 avec le Shimizu S-Pulse